# Helina pectinata
Helina pectinata este o specie de muște din genul Helina, familia Muscidae. A fost descrisă pentru prima dată de Oskar Augustus Johannsen în anul 1916. Conform Catalogue of Life specia Helina pectinata nu are subspecii cunoscute.